# Курбанов, Али Мирза Али оглы
Али Мирза Али оглы Курбанов (азерб. Əli Mirzəli oğlu Qurbanov; 20 июня 1898, Тифлис — 14 октября 1962, Баку) — азербайджанский советский актёр театра и кино, Заслуженный артист Азербайджанской ССР (1938), Народный артист Азербайджанской ССР (1940).

## Биография
Али Мирза Али оглы Курбанов родился 20 июня 1898 года в городе Тифлисе. Сценическую деятельность начал в 1914 году в Тифлисе, выступая в составе любительских трупп. До 1925 года Курбанов выступал в Тифлисском азербайджанском театре. 
Как отмечает театровед Кубад Касимов, Али Курбанов обладал голосом приятного тембра, виртуозно играл на таких народных музыкальных инструментах, как тар и саз, был знатоком народного быта и речи. В формировании Курбанова как актёра значительную роль сыграл режиссёр Александр Туганов. В годы работы в Тифлисе Али Курбанов был на гастролях в Турции (1922) и Иране (1925).
В 1925 году Али Курбанов переехал в Баку и с этого же года был актёром Азербайджанского государственного драматического театра. Работая в этом театре, Курбанов создал более 150 сценических образов различного характера. Он принимал участие в театральных постановках всех пьес Джафара Джаббарлы и был одним из лучших исполнителей ряда образов из этих произведений. Игре Курбанова были характерны глубокий реализм, безупречность и национальный колорит.
4 декабря 1938 года Али Курбанов был удостоен звания Заслуженного артиста Азербайджанской ССР, а 4 мая 1940 года — звания Народного артиста Азербайджанской ССР.
Али Курбанов снимался также в кино. Был награждён орденами Ленина и «Знак Почёта».
Актёр скончался 14 октября 1962 года в Баку.

## Роли в театре
Тифлисский азербайджанский театр
- Гаджи Гасан («Мертвецы» Дж. Мамедкулизаде)
- Гаджи Бахшали («Мертвецы» Дж. Мамедкулизаде)
- Шахмар-бек («Горе Фахраддина» Н. Везирова)
- Джавад (««Разорённый союз»» А. Ахвердова)

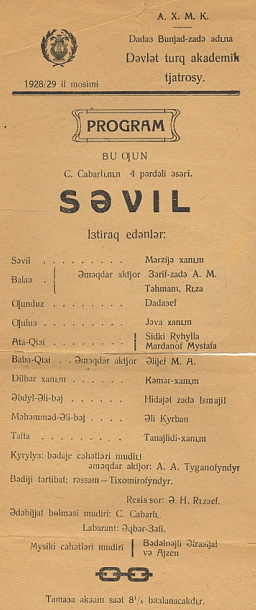
Программа постановки пьссы «Севиль» Дж. Джаббарлы на сцене Государственного тюркского театра им. Д. Буният-заде с именем Али Курбанова в роли Мамедали-бека

Азербайджанский государственный драматический театр
- Нияз («Волшебница Пери» А. Ахвердова)
- Дедушка Пири («Любовь и месть» С. Ахундова)
- Видади («Вагиф» С. Вургуна)
- Азизбеков («Ханлар» С. Вургуна)
- Дедушка Азер («Фархад и Ширин» С. Вургуна)
- Сардар («Утро Востока» Э. Мамедханлы)
- Мадат («Вешние воды» И. Эфендиева)
- Бархудар («Намус» А. Ширванзаде)
- Кулигин («Гроза» А. Острвского)
- Брабанцио («Отелло» У. Шекспира)
- Глостер («Король Лир» У. Шекспира)
- Клавдий («Гамлет» У. Шекспира)
- Ашуг Хиджрани («Рассказ о Турции» Н. Хикмета)
- Мамедали-бек («Севиль» Дж. Джаббарлы)
- Мирза Джавад («Айдын» Дж. Джаббарлы)
- Девлет-бек («Айдын» Дж. Джаббарлы)
- Аллахверди («В 1905 году» Дж. Джаббарлы)
- Имамверди («В 1905 году» Дж. Джаббарлы)
- Янардар («Невеста огня» Дж. Джаббарлы)
- Раби («Невеста огня» Дж. Джаббарлы)
- Турбет («Яшар» Дж. Джаббарлы)
- Нияз («Яшар» Дж. Джаббарлы)
- Гаджи Заман («Октай Эль-оглы» Дж. Джаббарлы)
- Гаджи Ахмед («Алмас» Дж. Джаббарлы)

### Фильмография
| Год  |   | Русское название     | Оригинальное название | Роль        |
| ---- | - | -------------------- | --------------------- | ----------- |
| 1929 | ф | Гаджи-Кара           | Hacı Qara             | ашуг        |
| 1936 | ф | Алмас                | Almaz                 | Автил       |
| 1941 | ф | Новый горизонт       | Yeni horizont         | Гейдар      |
| 1942 | ф | Сабухи               | Səbuhi                | Агаларов    |
| 1958 | ф | Мачеха               | Ögey ana              | Курбанали   |
| 1958 | ф | Под знойным небом    | Qızmar günəş altında  | дядя Али    |
| 1959 | ф | Так рождается песня  | Mahnı belə yaranır    | слепой ашуг |
| 1960 | ф | Тайна одной крепости | Bir qalanın sirri     | дед Кямран  |

## Награды и звания
- Заслуженный артист Азербайджанской ССР (4 декабря 1938)
- Народный артист Азербайджанской ССР (4 мая 1940)
- Орден Ленина — за выдающиеся заслуги в развитии азербайджанского искусства и литературы и в связи с декадой азербайджанского искусства и литературы в гор. Москве (1959)[4].
- Орден Ленина (1949)[5].
- Орден Трудового Красного Знамени.
- Орден «Знак Почёта».